# 美岸宫酒店
美岸宫酒店（Beau-Rivage Palace）是瑞士洛桑的一座历史悠久的豪华酒店，位于莱芒湖畔。
该酒店于1861年开业，主楼建于1908年，装饰风艺术和新巴洛克风格。列入瑞士国家重要文化财产名录。
1923年7月24日，洛桑条约在美岸宫签署。2015年3-4月，对伊朗核协议框架的谈判在美岸宫举行，美、英、俄、德、法、中、欧盟（P5+1) 和伊朗的外长和代表团在此下榻。

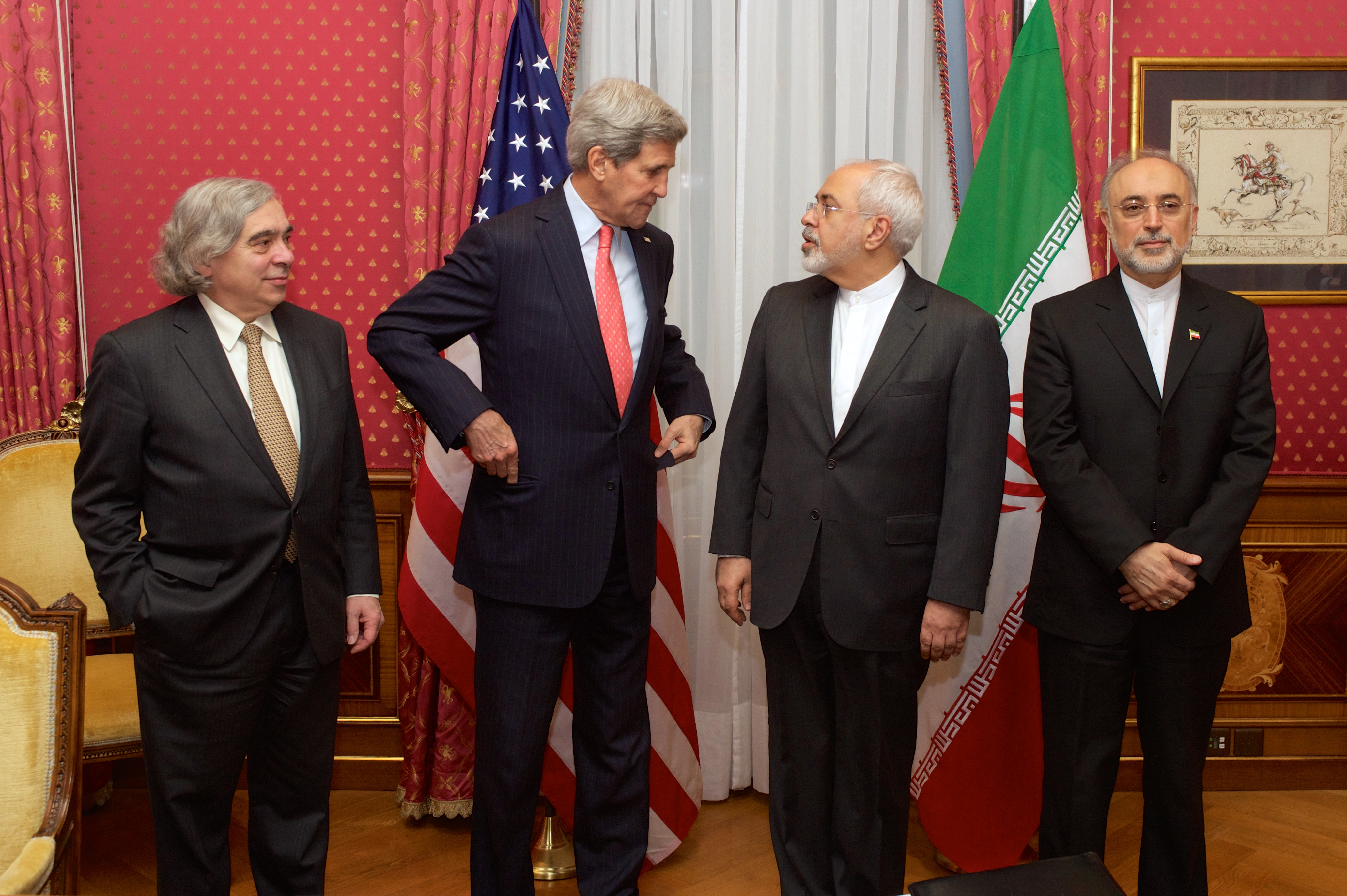
欧内斯特·莫尼兹、约翰·克里、穆罕默德·贾瓦德·扎里夫和阿里·阿克巴尔·萨利希在美岸宫爱丽舍厅（2015年3月16日）
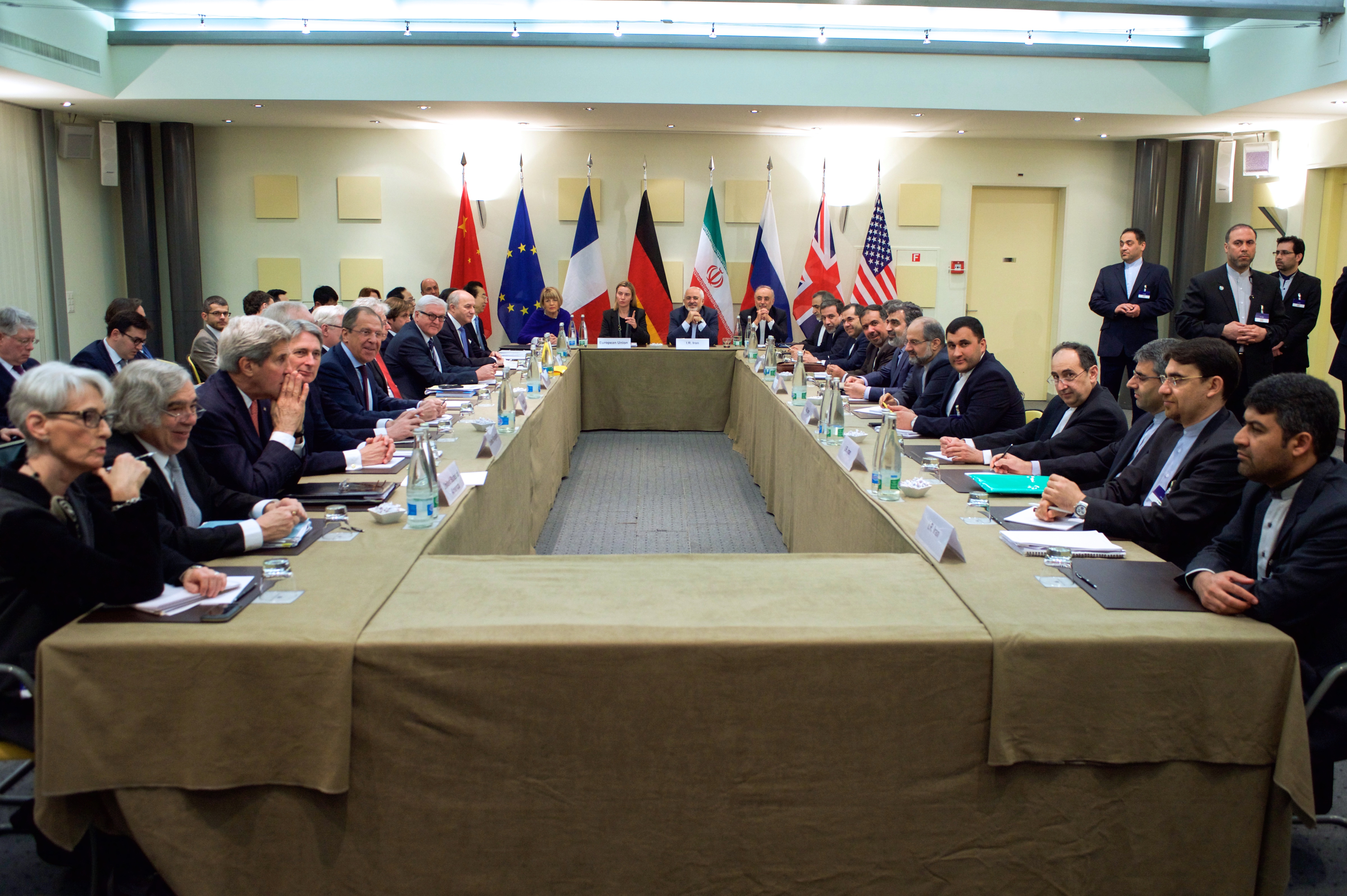
美、英、俄、德、法、中、欧盟、伊朗外长在论坛厅（2015年3月30日）
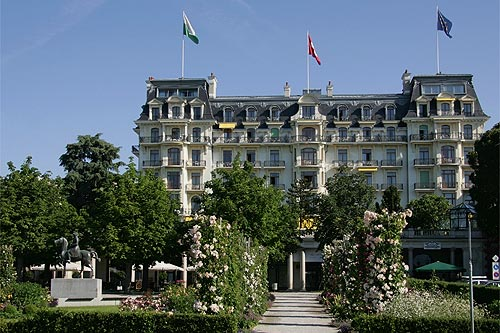
西楼
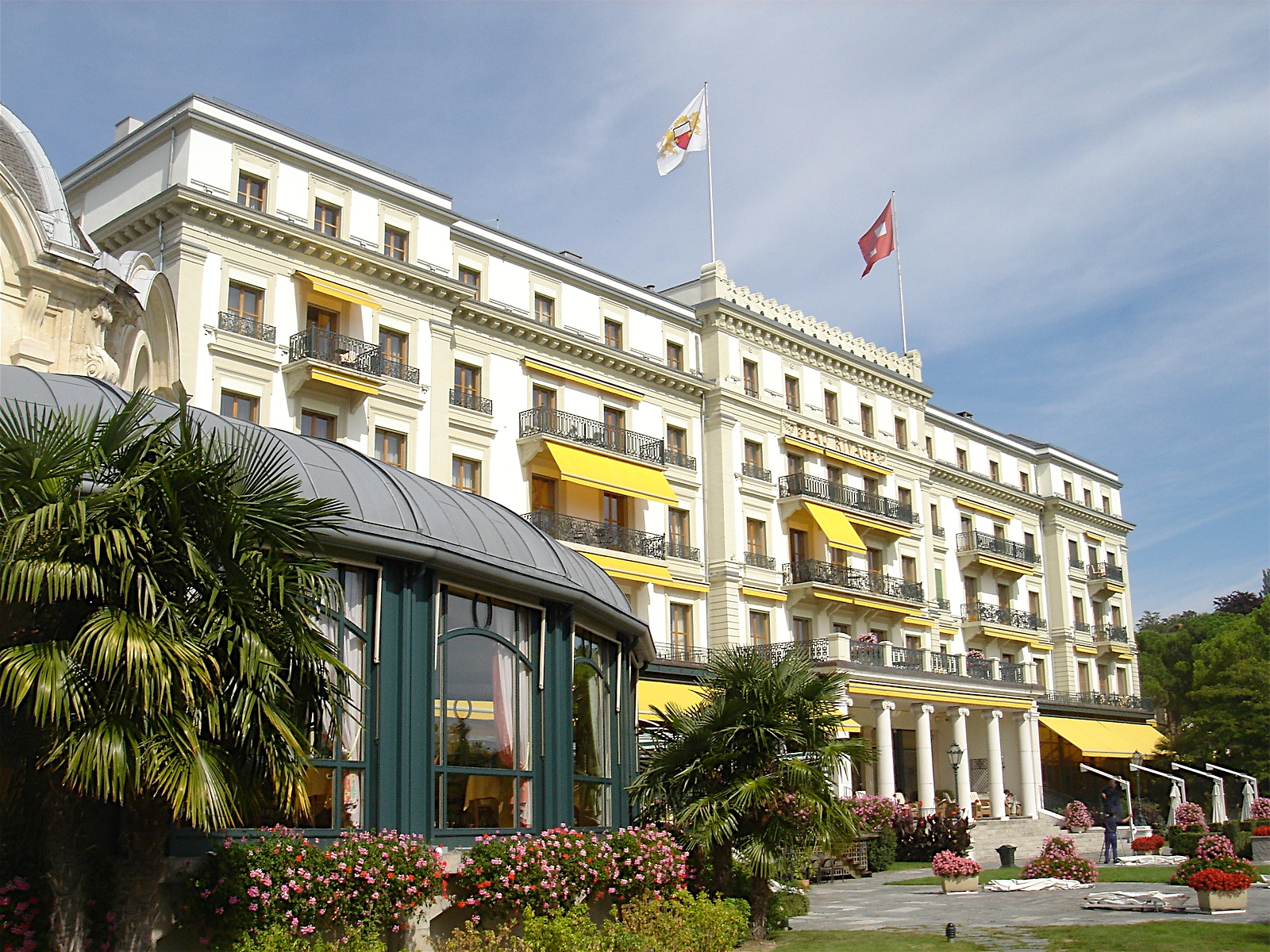
东楼